# Walma
Die Walma (vor 1934, ex. Aina, ex. Lennart, ex. Driva) war ein Frachtdampfschiff aus Finnland.
Das Schiff war mit 1.361 BRT vermessen und hatte 73 m Länge, 10,70 m Breite und einem Tiefgang von 5,20 m. Es gehörte der Reederei Baltic Lloyd in Helsinki. Gebaut wurde das Schiff 1908 in Großbritannien bei der Werft Campbeltown Shipbuilding Co. in Campbeltown.

## Versenkung
Die Walma sank am 23. September 1939 um 16.15 Uhr nach Zündung von Sprengpatronen, die durch ein Prisenkommando von U 4 (Kapitänleutnant Harro von Klot-Heydenfeldt) angebracht worden waren, in der Nordsee auf der Position 58° 15′ N, 11° 0′ O im Marineplanquadrat AO 4195.
Die Besatzung von 18 Mann wurde in zwei Booten bis fünf Seemeilen vor die norwegischen Küste geschleppt. Das Schiff hatte 1622 Tonnen Zellulose geladen und war auf dem Weg nach Ellesmere Port.